# Лазе при Гобнику
Лазе при Гобнику (на словенски: Laze pri Gobniku) е село в Словения, регион Средна Словения, община Лития. Според Националната статистическа служба на Република Словения през 2015 г. селото има 27 жители.